# Spisak najmasivnijih poznatih zvezda
Ovo je spisak najmasivnijih Zvezda do sada otkrivenih u Sunčevim masama (М☉).

## Na šta se treba obazreti
Većina dole navedenih masa je osporiva i, kao predmet trenutnih istraživanja su podložne proverama i ispravkama.
Dole navedene mase su teorijski zaključene, koristeći komplikovana merenja temperatura zvezda i njihove absolutne sjajnosti. Sve navedene mase su nesigurne: i merenja i teorija se nalaze na samim granicama trenutnog ljudskog znanja i tehnologije. Bilo merenja, bilo teorija, ili oboje, bi se mogli pokazati netačni. Npr, VV Cephei bi mogla biti između 25-40М☉, ili 100М☉, zavisno od toga koje svojstvo zvezde se meri.
Masivne zvezde su retke; astronomi moraju da tragaju jako daleko od Zemlje da bi ih pronašli. Sve navedene zvezde se nalaze nekoliko hiljada svetlosnih godina daleko, i ako ništa drugo, sama ta činjenica je dovoljna da učini meranja jako komplikovanim. Dodatno, mnoge od tih maivnih zvezda se nalaze u oblacima odlaznog gasa; taj gas onda ometa već dosta teška merenja temperature i sjajnosti i znatno otežava ocenjivanje unutarnjeg hemijskog sastava zvezda. Kod nekih metoda, različite ocene hemijskog sastava, rezultiraju u različitim procenama mase. Dodatno, gasni oblaci čine jako teškom ocenu da li su zvezde jedinstveni super masivni objekti ili, sistemi od više zvezda. Broj navedenih zvezda se može ispostaviti da je zapravo sistem od dve ili više zvezda u uskoj orbiti, gde svaka zvezda ponaosob može biti masivna, ali ne i super masivna. Moguće su i druge kombinacije - npr, supermasivne zvezde s jednim ili više manjih kompanjona ili više od jedne gigantske zvezde. Kako nije moguće zaviriti unutar oblaka koji ih okružuje, teško je saznati pravu istinu.
Među najpreciznijim masama su one za NGC 3603-A1, WR21a i WR20a, dobijene iz orbitalnih merenja. Ova tela su delovi različitih binarnih zvezda i u svim slučajevima je moguće merenje individualnih masa obe zvezde proučavanjem njihovih orbitalnih kretanja, pomoću Keplerovog zakona o planetarnom kretanju. Ovo uključuje merenje njihovih radijalnih brzina kao i svetlosnog zakrivljenja dok zaklanjaju svoje parove. Izračunavanje mase ovakvih sistema traži relativno malo informacija o orbiralnim parametrima, a jedan od ključnih podataka, koji nije uvek tačno poznat, je inklinacija (nagib). Bez ovog podatka, moguće je izračunati samo najmanju od moguće mase, otuda je nekoliko binarnih zvezda navedeno sa masam većim od date vrednosti. Za binarne zvezde koje se međusobno zaklanjaju, inklinaciju je moguće odrediti tačnije. Spisak navodi samo 'zaključene' mase zvezda u skladu sa skorašnjim najpreciznijim procenama.

## Značaj zvezdane evolucije
Neke zvezde su u prošlosti bile teže nego što su danas. Vrlo je verovatno da su neke od njih izgubile destetine solarnih masa materijala u procesu ispuštanja gasa, ili u sub-supernova i Lažna supernova explozijama.
Takođe postoje - ili su postojale - zvezde koje bi se ranije nalazile na listi, ali danas više ne postoje kao zvezde. Mi danas vidimo samo ostatke (npr hipernova ili Ostataci supernove). Mase prekursora ovih kataklizmi se mogu zaključiti na osnovu tipa explozije i oslobođene energije, ali takve mase nisu ovde navedene.

## Spisak najmasivnijih zvezda
Poznate zvezde s masama od bar 25М☉. Navedene mase su njihove trenutne evolucionarne mase, a ne njihove početne mase, u momentu nastanka. Ovaj spisak ni u kom slučaju nije kompletan, iako je prikazana većina zvezda za koje se veruje da im je masa bar 100 М☉.
| Ime zvezde               | Masa (М☉, Sunce = 1)           |
| ------------------------ | ------------------------------ |
| R136a1                   | 265                            |
| R136a2                   | 195                            |
| VFTS 682                 | 150                            |
| R136a3                   | 135                            |
| NGC 3603-B               | 132                            |
| R136c                    | >130                           |
| HD 269810                | 130                            |
| WR42e                    | 125-135                        |
| Arches-F9                | 111–131                        |
| η Carinae A              | 120                            |
| NGC 3603-A1              | 116 + 89                       |
| Arches-F1                | 101–119                        |
| Arches-F6                | 111–131                        |
| R145                     | >116 + >48                     |
| HD 93250                 | 118                            |
| NGC 3603-C               | 113                            |
| Melnick 42               | 113                            |
| Cygnus OB2-12            | 110                            |
| Peony Star               | 100                            |
| Arches-F7                | 86–102                         |
| Cluster R136a            | About 20 more stars around 100 |
| HD 93129 A               | 95                             |
| WR21a                    | A=87, B=53                     |
| The Pistol Star          | 86-92                          |
| WR20a                    | A=83, B=82                     |
| Arches-F15               | 80–97                          |
| Sk -71 51                | 80                             |
| R139                     | A=78, B=66                     |
| V429 Carinae A + B       | A=78, B=21                     |
| Pismis 24-17             | 78                             |
| R126                     | 70                             |
| Companion to M33 X-7     | 70                             |
| Pismis 24-1SW            | 66                             |
| LBV 1806-20 A + B        | A=65, B=65                     |
| LY Aurigae               | 64                             |
| Var 83 in M33            | 60–85                          |
| HD 148937                | 60                             |
| HD 5980 A + B            | A=58-79, B=51-67               |
| CD Crucis A + B          | A=57, B=48                     |
| Plaskett's star          | A=54, B=56                     |
| HD 93129B                | 52                             |
| AG Carinae               | 50                             |
| LH54-425 A + B           | A=47, B=28                     |
| WR102c                   | 45–55                          |
| S Doradus                | 45                             |
| IRS-8*                   | 44.5                           |
| Sher 25 in NGC 3603      | 40–52                          |
| DL Crucis                | 40–50                          |
| α Camelopardalis         | 43                             |
| χ2 Orionis               | 42.3                           |
| ε Orionis                | 40                             |
| ρ Cassiopeiae            | 40                             |
| RW Cephei                | 40                             |
| θ1 Orionis C             | 40                             |
| V382 Carinae             | 39                             |
| Companion to NGC 300 X-1 | 38                             |
| ζ1 Scorpii               | 36                             |
| Companion to IC 10 X-1   | 35                             |
| ν Aquilae                | 30–45                          |
| 19 Cephei                | 30–35                          |
| γ Velorum A              | 30                             |
| P Cygni                  | 30                             |
| R 66                     | 30                             |
| η Canis Majoris          | 30                             |
| ζ Orionis                | 28                             |
| IRS 15                   | 26                             |
| VV Cephei                | 25–40                          |
| ξ Persei                 | 26–36                          |
| 6 Cassiopeiae            | 25                             |
| EZ Canis Majoris         | 25                             |
| KY Cygni                 | 25                             |
| μ Cephei                 | 25                             |
| V509 Cassiopeiae         | 25                             |
| NGC 7538 S               | 25                             |
| S Monocerotis A          | 18–30                          |
| ζ Puppis                 | 22.5                           |

1. ↑  Ovaj neobičan rezultat merenja je dobijen pod pretpostavkom da je zvezda izbijena u susretu tri tela u NGC 3603.  Ova pretpostavka takođe znači da je trenutna zvezda nastala kao rezultat stapanja dve prvobitne, bliske, binarne komponente. Masa je u skladu sa evolucionom masom zvezde u posmatranim parametrima.
2. ↑  Ovo su najmanje vrednosti pri još uvek nepoznatim orbitalnim kretanjem.

## Crne Rupe
Crna rupa je krajnja tačka u evoluciji masivnih zvezda. Praktično, one više nisu zvezde, pošto više ne generišu toplotu i svetlost putem nuklearne fuzije u njihovom jezgru.
- Stelarna crna rupa je telo od približno 4 - 15 М☉.
- Crna rupa srednje mase se kreće od 100–10000 М☉.
- Supermasivna crna rupa ima milione ili milijarde М☉.

## Granična veličina po Edingtonu
Granična masa se javlja otuda što kod zvezda većih od ove granice, njihovo jezgro radi jače i brže na generisanju energije, pa takve zvezde sijaju mnogo jače nego što bi se očekivalo na osnovu njihove mase. Za dovoljno veliku zvezdu, spoljni pritisak izračene energije koja je generisana nuklearnom fuzijom u jezgru, prevazilazi unutrašnju silu gravitacije. Ovo se naziva Edingtonov limit. Preko ovog limita, zvezda će razneti samu sebe, ili će bar izgubiti dovoljno mase da smanji nastajanje energije u svojoj unutrašnjosti na nivo koji može da izdrži. Teorijski, zvezda veća od ovog limita ne bi mogla da ostane u jednom komadu usled gubitka mase kroz prosipanje zvezdanog materijala. U praksi, Edingtonov limit se mora modifikovati za visoko sjajne zvezde, te je izveden empirijski Hamfriz Dejvidson Limit.
Astronomi su dugo teoretisali da kako protozvezda raste do oko 120 М☉, dešava se nešto radikalno. Istina, limit je donekle rastegljiv za vrelo rane zvezde Populacije III, i njegova tačna vrednost nije precizna, ako bi neka zvezda imala 150-200М☉, ona bi ozbiljno uzdrmala trenutne teorije o zvezdanoj evoluciji. Proučavanjem Arks klastera, koji je najgušći poznati klaster zvezda u Mlečnom putu, astronomi su potvrdili da zvezde u njemu ne idu preko 150 М☉. Jedna teorija koja objašnjava supremasivne zvezde koje prevazilaze limit, kao npr R136 zvezdani klaster, je da su nastale sudaranjem i spajanjem dve masivne zvezde u uskom binarnom sistemu.